# Нарциза Жмиховська
Нарциза Жмиховська, псевдонім Габріелла (4 березня 1819, Варшава, Польща — 25 грудня 1876, Варшава, Польща) — польська романістка і поетка, діячка жіночої освіти, одна з піонерок фемінізму в Польщі. Авторка феміністичного роману «Поганки» та тривалого лесбійського листування.

## Життєпис

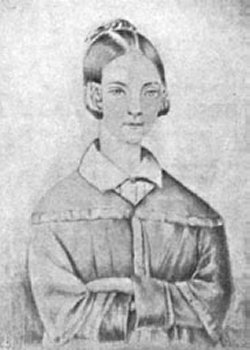
Нарциза Жмиховська, портрет періоду молодості

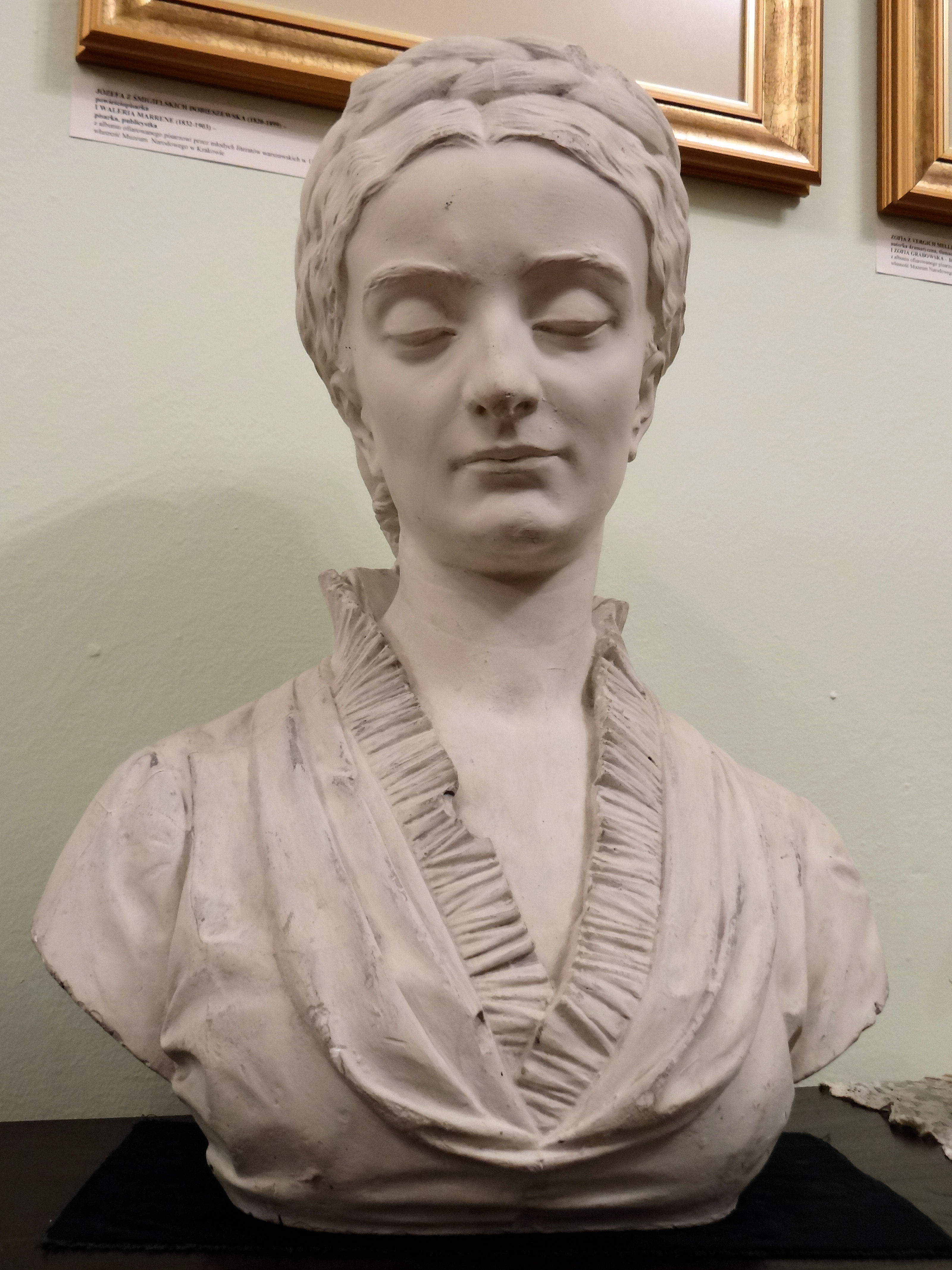
Бюст Нарциси Жмиховської, виготовлений Владиславом Еляш-Радзіковським у 1880-х роках

Народилася у Варшаві через те, що туди перевезли її матір, яка померла через три дні після пологів, у бідній поміщицькій сім'ї, яка втратила своє майно через позбавлення спадку її бабусі. Батько Ян Жмиховський був писарем солевої шахти в Новому Мясті над Пилицею. Виховувалася у родичів на Підляшші. Вчилася на пенсію Зузанни Вільчинської, а потім в Інституті гувернерів у Варшаві, де її викладачкою була Клементина Танська-Гоффман. Жмиховська, однак, негативно оцінила Гофман, яка читала лекції про жіночу мораль, критикуючи її педагогічну систему та методи навчання. У 1838 році стала гувернанткою в родині графів Замойських.
У Парижі, куди поїхала із сім'єю Замойських, Жмиховська познайомилася з братом Еразмом, емігрантом після Листопадового повстання. Його ліві погляди та перебування з сім'єю Замойських мали значний вплив на Жмиховську, включаючи її критичне ставлення до аристократії. За закликом і керівництвом брата вона розпочала ретельне навчання в Паризькій національній бібліотеці Франції, вивчаючи твори Готфріда Ляйбніца, Йоганна Фіхте, Августа Шлегеля, Іммануїла Канта, Фрідріха фон Шеллінга та Адама Міцкевича. Як одна з перших жінок відвідувала засідання Французької академії.
Повернулася в країну у вересні 1839 через Великопольщу, де познайомилася з авторкою книжок для народу Бібіанною Морачевською та істориком Єджеєм Морачевським. Обмін думками зміцнив її переконання, що націю складають усі соціальні верстви і що селяни, пострадалі у ході історії, мають мати освіту.
Важливе місце у колі її інтересів займала боротьба за незалежність Польщі. Перебування у Франції повністю змінило її: вона стала ексцентричною, сміливо висловлювала свої погляди та палила сигари на публіці (від якої жінки не втікали). Відмінне знання французької та всебічна освіта дозволили їй легко знайти роботу домашньої вчительки чотирьох дітей Станіслава Кіселецького в маєтку поблизу Ломжа. Часто їздила до Варшави, де контактувала з місцевою інтелігенцією.
У 1842—1845 роках Жмиховська жила в Жечиці, де керувала нелегальною сільською школою і написала свій найбільший твір — «Поганку».
У 1844—1845 залишилась у Великопольщі, де й займалася продажем незаконної преси за наказом Польського демократичного товариства та іншими діями проти прусського загарбника. У 1846 році переїхала назад до Варшави і встановила зарплату для дівчат[що це?] на вул. Медовій. Після виявлення так званого списку ремісників її ув'язнили, і згодом вона перебувала під домашнім арештом.
Після січневого повстання Жмиховська знову поїхала до Парижа, де навчалася в Сорбонні.
Померла після повернення в країну через важку хворобу. Похована на цвинтарі Повнзківськім (ч. 19-3-31).

## Діяльність
Діяльність Жмиховської звернула увагу на роль та значення жіночої освіти в суспільстві.

### Жіноча освіта
Жмиховська була дидакткою та педагогинею з поглядами в опозиції до Клементини Танської-Гоффман, яку звинувачували в «чоловічій точці зору», консерватизмі та відсутності патріотизму. Жмиховська розробила програму навчання дівчат. Вона вважала, що жінкам потрібні знання перш за все, щоб вони могли приймати обґрунтовані рішення в житті, а також могли обирати інші форми соціальної діяльності, ніж звичайні функції дружини та матері. Метою навчання жінок було стати незалежними; згідно із Жмиховською: «Учісться, якщо можете; умійте якщо можете, і подумайте про те, що саме буде достатньо для себе, бо в разі потреби ніхто на вас з турботою і підтримкою не чекає.»
Жмиховська постулювала 2 освітніх програми: одна економічно-практична для дівчат, які хочуть присвятити себе сім'ї та вихованню дітей, а друга — наукова для обдарованих дівчат. Обидві програми мали наголос на формуванні національно-патріотичного ставлення. Основу освіти складали 5 предметів: арифметика, географія, природничі науки, історія та вивчення мови. Учениць заохочувалось самостійно мислити, синтезувати та робити висновки. Жмиховська заохочувала жінок до створення між собою «сестринських зв'язків», оскільки вони розділяють спільну долю (вона навіть ввела назву такого зв'язку: «posiestrzenie»).

#### Особисте листування

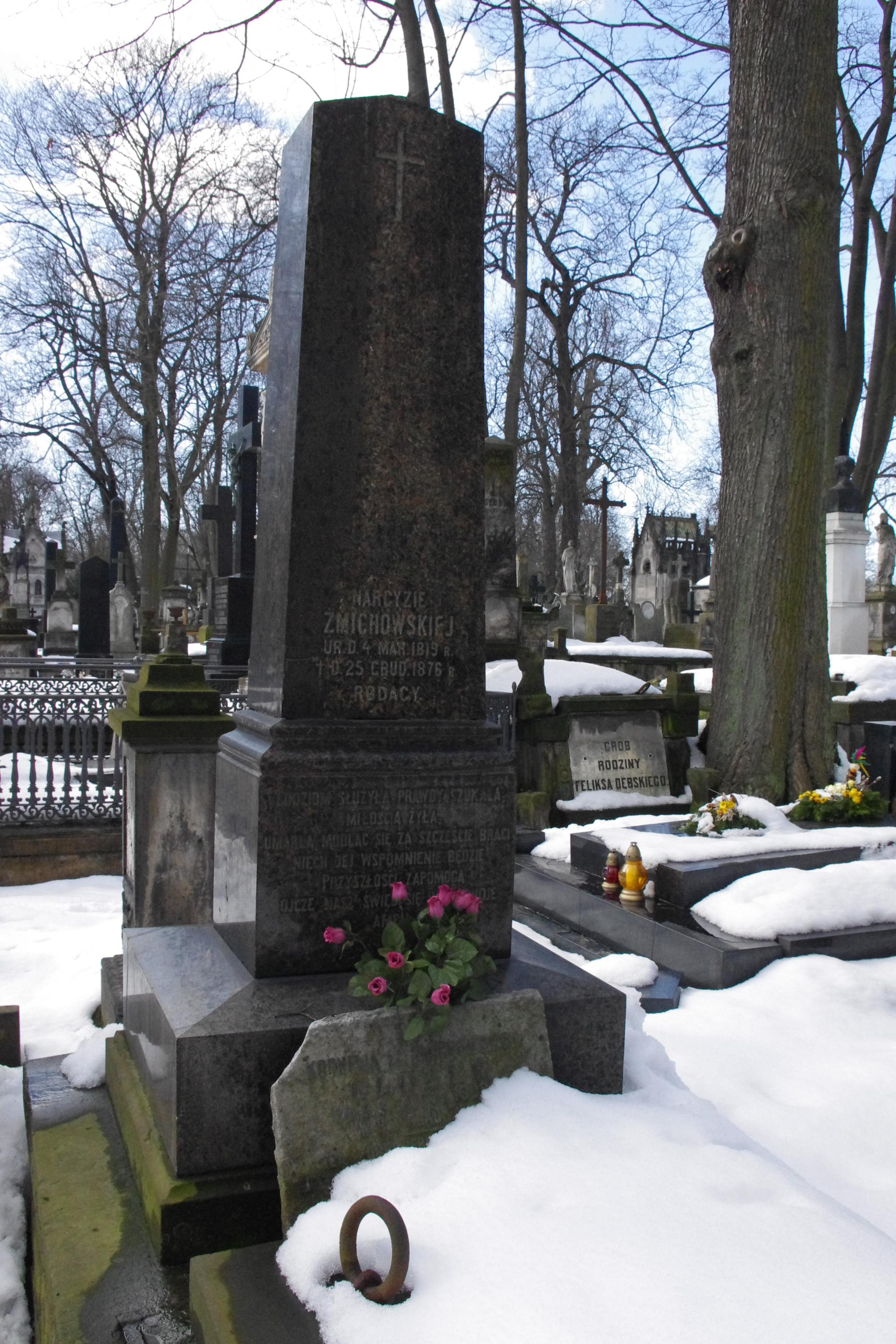
Могила письменниці Нарцизи Жмиховської на кладовищі Повонзківськім Варшаві

Протягом багатьох років мала інтимну та особисту переписку зі своєю ученицею Вандою Челенською, а також з Бібіаною Морачевською. Ці листи та дослідження творчості Жмиховської дуже чітко вказують на її лесбійство. Ізабела Філіпяк в ессе на цю тему обговорює охоронні заходи, вжиті ще з часів Жмиховської, щоб приховати її орієнтацію: більшість збережених листів зазнали жорсткої цензури, як ззовні (російські, прусські та австрійські цензори), так і самоцензури авторок через небезпеку, яку їхній вміст може спричинити адресатці та відправниці. Деякі з них походять з часу ув'язнення Жмиховської.
У 1890 році Генрік Копія видав публікацію «Листи Нарцизи Жмиховської до Теклі Дембської та інших осіб». Напевно, єдині нецензуровані листи Жмиховської були опубліковані Тадеушем Бой-Желенським, сином однієї із адресаток і видавцем відновлення роману Жмиховської в 1929—1930 роках. Бой-Желенський опублікував фрагменти листів Пауліни Збишевської до Жмиховської з часу її ув'язнення через наклеп на підпільну діяльність. Це листування відмінно показує стосунки між жінками: «Слухай, Нарциссо, твоя мати, якби вона жила, прокляла б твою милість — або вона оплакувала б наші зв'язки важкими сльозами…», «Єдина моя, я люблю тебе всією силою свого буття, — але щоб любити тебе гідно, тобі бракує і чесноти, і піднесеності — недостатньо, — але які скарби були в моїй душі, я віддала все тобі — все. У тобі я лише відчуваю саму себе…».

## Пам'ять
- У парку Мочідло у варшавській Волі є Алея Нарцизи Жмиховської,
- Її ім'я носить 15-й ліцей загального виховання у Варшаві[24].